# Чауджо
Префектура Чауджо (фр. Préfecture de Tchaoudjo) — префектура, розташована в Центральному регіоні Того. Адміністративний центр регіону. Центр префектури — Сокоде.

## Населення
За оцінкою перепису 2022 року, в регіоні проживає 240 360 жителів, більшість з яких належать до етнічної групи Тем.
| Комуна   | Населення (2022) |
| -------- | ---------------- |
| Чауджо 1 | 177 706          |
| Чауджо 2 | 24 891           |
| Чауджо 3 | 17 484           |
| Чауджо 4 | 20 279           |

## Географічне положення

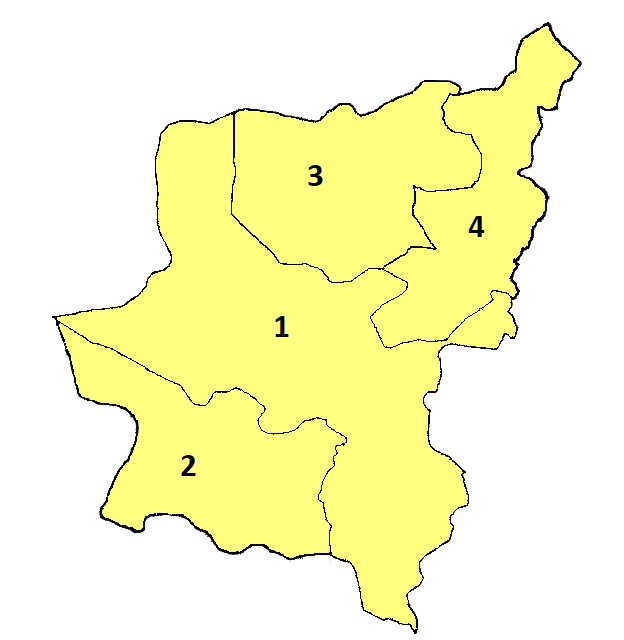
Комуни префектури Чауджо

Префектура Чауджо складається з 84 сіл, які об'єднані в 4 комуни — Чауджо 1, Чауджо 2, Чауджо 3, Чауджо 4. Межує на півночі з префектурою Ассолі, на півдні з префектурою Сотубуа, на сході з префектурою Чамба і на заході з префектурою Бассар.

## Суспільно-політичний устрій
Чауджо — префектура з найбільшою часткою мусульманського населення в Того (70 %). Решта 30 % — християни, переважно католики. Більшість жителів розмовляє мовою тем (також відомою як котоколи). Етнонім Котоколі відповідає назві, наданій цим носіям тем суданськими торговцями в вигині Нігеру. Там розмовляють багатьма іншими мовами: зокрема еве та каб'є. У Чауджі є традиційні фестивалі: Гадао — Адосса — Коссо. Гадао, що відзначається напередодні свята Адосса, служить для подяки предкам за рясний урожай.